# Joods Cultureel Kwartier
Het Joods Cultureel Kwartier (JCK) is een Nederlandse organisatie, gevestigd in Amsterdam, waaronder sinds 2012 vallen: het Joods Museum (voorheen het Joods Historisch Museum), de Portugese Synagoge, de Hollandsche Schouwburg en het Nationaal Holocaust Museum.

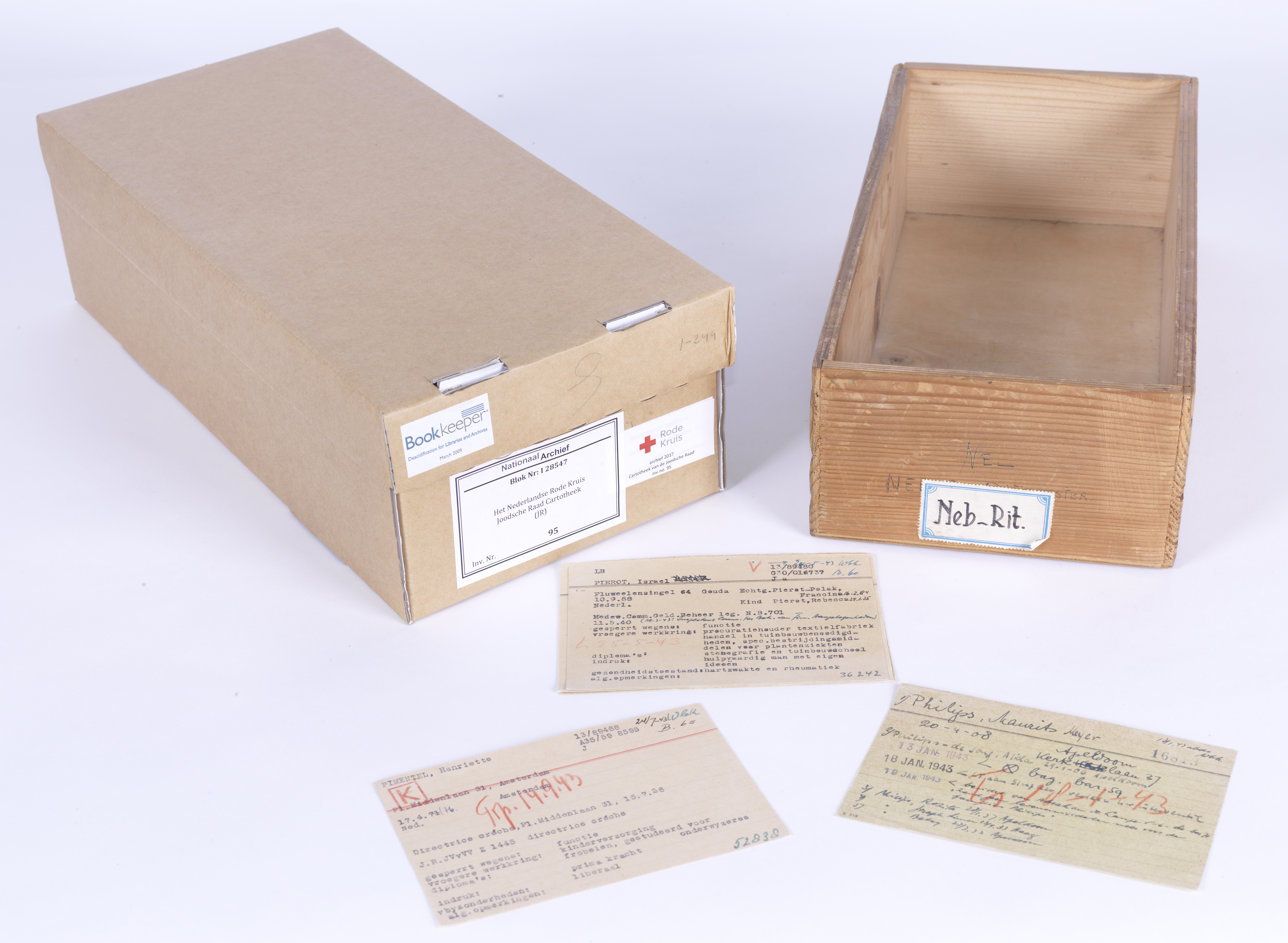
De Cartotheek van de Joodse Raad, in de collectie van het JCK

Medewerkers van het JCK houden ook het Joods Monument bij, een website waarop alle joodse slachtoffers worden vermeld. Ook beheren zij de Cartotheek van de Joodse Raad. Een kaarten-administratie met ruim 157.000 kaarten van de Joodse bevolking van Nederland die is opgesteld door de medewerkers van de Joodse Raad en ook is gebruikt voor deportatielijsten. In november 2022 is de Cartotheek opgenomen in het Nederlands Memory of the World Register. 
Het Nationaal Holocaust Museum werd op 2 februari 2020 tijdelijk gesloten in verband met een verbouwing. Op 30 juni 2020 sloot, eveneens voor een verbouwing, de Hollandsche Schouwburg tijdelijk de deuren, met de bedoeling op deze plek in 2022 het nieuwe Nationaal Holocaust Museum te openen, het eerste museum gewijd aan de complete geschiedenis van de Jodenvervolging in Nederland.
In 2017 waren er in totaal 370.000 bezoekers voor het Joods Cultureel Kwartier. Dat was tot dat moment het beste resultaat in zijn geschiedenis.